# Franklin (Michigan)
Pour les articles homonymes, voir Franklin.
Franklin est un village du comté d'Oakland, dans l'État du Michigan, aux États-Unis. En 2020, il comptait une population de 3 139 habitants.